# Bundesärztekammer
Die Bundesärztekammer (BÄK) ist die Spitzenorganisation der ärztlichen Selbstverwaltung. Ihr voller Name lautet Bundesärztekammer (Arbeitsgemeinschaft der Deutschen Ärztekammern).
Die Arbeitsgemeinschaft der deutschen Ärztekammern ist keine Kammer oder sonstige Körperschaft des öffentlichen Rechts, sondern ein nicht eingetragener Verein ohne eigene Rechtsfähigkeit. Sitz der Bundesärztekammer ist Berlin (im Ortsteil Charlottenburg).
Die BÄK entstand im Jahr 1947 als Arbeitsgemeinschaft der westdeutschen Ärztekammern. Sie vertritt die berufspolitischen Interessen der Ärzte in der Bundesrepublik Deutschland.
Als Arbeitsgemeinschaft der 17 deutschen Ärztekammern ist die BÄK ein Zusammenschluss von Körperschaften des öffentlichen Rechts. Sie unterstützt die Landesärztekammern, wobei sie mittelbar auch gesetzliche Aufgaben wahrnimmt. Daneben sind der Bundesärztekammer auch unmittelbare gesetzliche Aufgaben zugewachsen, etwa im Rahmen der Qualitätssicherung, der Transfusions- oder der Transplantationsmedizin.

## Geschichte

### Vorläufer
Privatrechtliche regionale und örtliche Ärztevereine bildeten 1873 den Deutschen Ärztevereinsbund, der seitdem auch den Deutschen Ärztetag abhielt. Die im Hartmannbund und im Deutschen Ärztevereinsbund organisierte Ärzteschaft hatte schon seit 1926 die Errichtung einer Reichsärztekammer als nationale öffentlich-rechtliche Körperschaft angestrebt und gefordert, dass der Beruf des niedergelassenen Arztes nicht länger als „Gewerbe“ gelten solle. Erst das NS-Regime erfüllte diese Wünsche – mit der Reichsärzteordnung vom 13. Dezember 1935 und der darin beschriebenen Reichsärztekammer zur Eingliederung der Ärzteschaft in den NS-Staat. Die Reichsärztekammer war an Verbrechen beteiligt (Zwangssterilisationen, Patientenmorde). Die Reichsärztekammer einschließlich der Kassenärztlichen Vereinigung Deutschlands wurde von den Alliierten 1945 aufgelöst. Anschließend begannen Ärzte in den westlichen Besatzungszonen mit dem Aufbau regionaler, staatlich unabhängiger, privatrechtlicher Selbstverwaltungen, die erst in den 1950er Jahren in öffentlich-rechtliche Körperschaften überführt wurden. In der sowjetischen Besatzungszone dagegen wurden das Gesundheitswesen verstaatlicht und die Ärzteschaft gewerkschaftlich organisiert.

### Die aktuelle Struktur der ärztlichen Selbstverwaltung

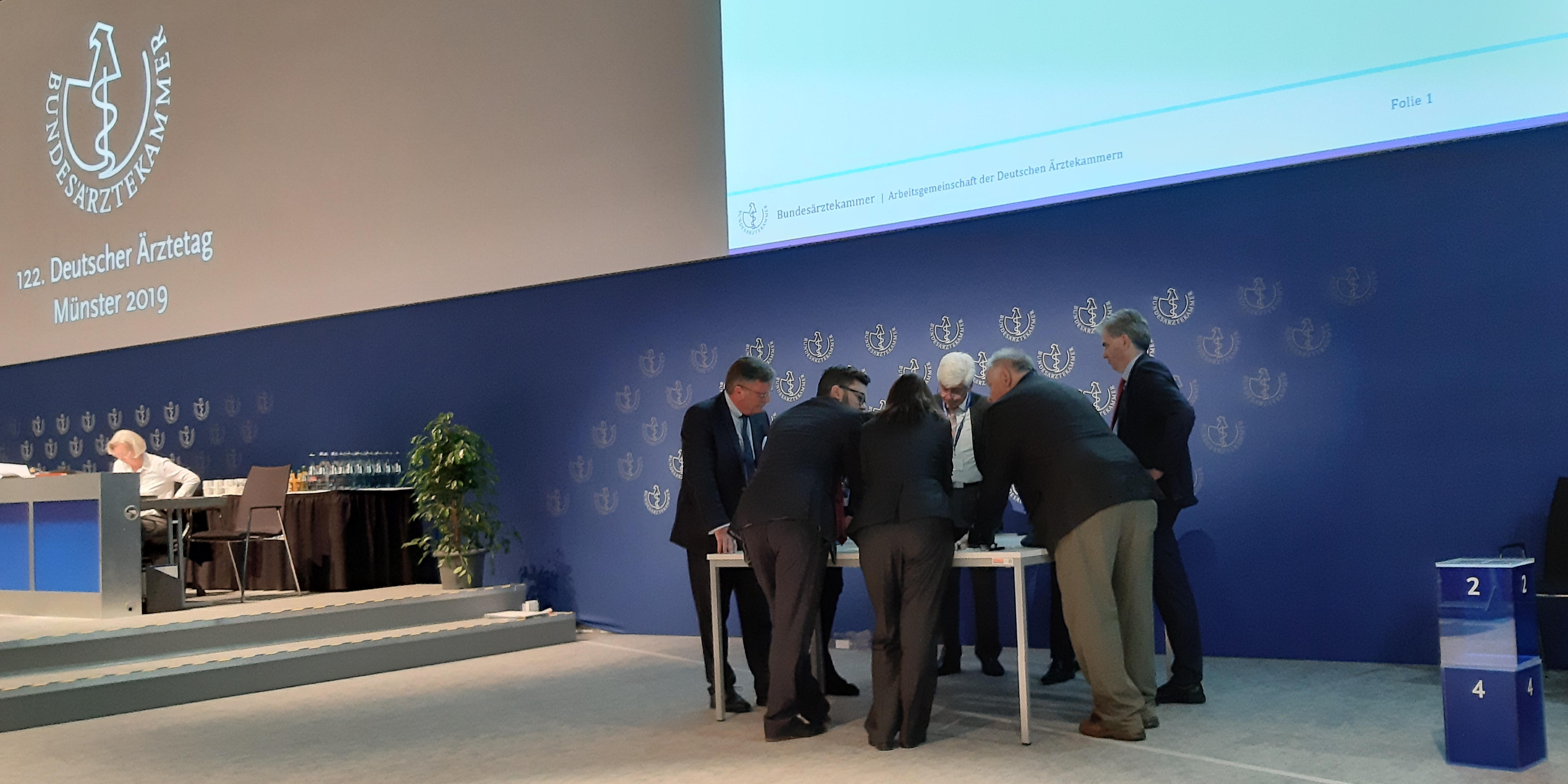
Auszählung des 3. Wahlgangs (2019)

Die aktuelle föderale Struktur der ärztlichen Selbstverwaltung entstand nach dem Ende des Zweiten Weltkriegs. Ende 1945 hatten in allen drei westlichen Besatzungszonen regionale Ärztekammern ihre Arbeit wieder aufgenommen. Die erste Landesärztekammer als Körperschaft des öffentlichen Rechts wurde 1946 in Bayern gegründet. Den Abschluss dieser Entwicklung in Westdeutschland bildete die Gründung der Ärztekammer Berlin.
Die Vorsitzenden der Ärztekammern der amerikanischen, französischen und englischen Besatzungszonen schlossen sich 1946 erstmals locker zusammen. Auf einer Arbeitstagung am 14. und 15. Juni 1947 in Bad Nauheim gründeten sie die Arbeitsgemeinschaft der westdeutschen Ärztekammern. Diese sollte vor allem für einheitliche Rechtsverhältnisse für alle Ärzte in den neu gebildeten Bundesländern sorgen. Sitz der Arbeitsgemeinschaft war zunächst Bad Nauheim, wo auch der Vorstand tagte. Nachdem sich Bonn als Regierungssitz etabliert hatte, zog die Arbeitsgemeinschaft im Jahr 1951 nach Köln.

#### Der Weltärztebund nimmt deutsche Ärzte auf
Unter ihrer engen Verbindung mit dem NS-Regime hatte das internationale Ansehen der deutschen Ärzteschaft stark gelitten. Am 2. November 1946 entsandten die Vorsitzenden der westdeutschen Ärztekammern auf Initiative von Carl Oelemann eine Kommission zur Beobachtung des Nürnberger Ärzteprozesses. Dank der Arbeit dieser Kommission konnte 1947 eine Dokumentation aus Sicht der Ärzteschaft publiziert werden, die 1947 als Zwischenbericht verabschiedet worden war und 1949 als Abschlussbericht mit dem Titel Wissenschaft ohne Menschlichkeit. Medizinische und Eugenische Irrwege unter Diktatur, Bürokratie und Krieg erschien, mit Alexander Mitscherlich und Fred Mielke als Herausgebern. Nach dieser publizistischen Distanzierung von den Zielen und Praktiken der NS-Ärzte wurde 1951 die Aufnahme der westdeutschen Ärztevertreter in den Weltärztebund möglich.
Margarete Mitscherlich-Nielsen zitiert in einem Beitrag von 1999 aus den Ärztlichen Mitteilungen von 1950, wo Hans Neuffer in seinem Artikel zum Weltärztebund die Auffassung vertrat, dass mit der Aufnahme der deutschen Ärzteschaft auf der Grundlage dieser Dokumentation ein „endgültiger Schlußstrich unter die Vergangenheit der letzten Jahre“ gezogen werden könne. 1960 erschien Medizin ohne Menschlichkeit erstmals in einer Taschenbuchausgabe, nachdem die Ausgabe von 1949 bis auf einige hundert Exemplare aus dem Verkehr gezogen worden war und gut 10.000 Exemplare anscheinend nicht wie vorgesehen durch die Arbeitsgemeinschaft der Westdeutschen Ärztekammern an ihre Mitglieder verteilt worden waren. Für die Ausgabe von 1960 hatte die Bundesärztekammer zwar auf Anfrage von Mitscherlich ihr Vorwort aus der Ausgabe von 1949 freigegeben, Mitscherlich verzichtete aber darauf, weil er diese Stellungnahme von 1949 „im Hinblick auf eine Aufarbeitung als unzureichend empfand“. In seinem Vorwort zum Nachdruck 1977 resümiert Mitscherlich die Publikationsabsicht rückblickend auf die Situation 30 Jahre zuvor: „Damals stand in Frage, ob es gelingen würde, den Ärzteprozeß auf die Ebene individueller Kriminalakte herabzudrücken. Wir haben das Unsere dazu getan, solchen vereinfachenden Auffassungen entgegenzuwirken.“
Die Bezeichnung „Bundesärztekammer“ wurde seit 1955 geführt, zunächst noch mit dem Zusatz „(Arbeitsgemeinschaft der Westdeutschen Ärztekammern)“. Nach der Wiedervereinigung wurde die Bezeichnung in „Bundesärztekammer (Arbeitsgemeinschaft der Deutschen Ärztekammern)“ geändert.
Nach 1990 entstanden auch in den fünf neuen Bundesländern Ärztekammern als Körperschaften des öffentlichen Rechts. Insgesamt gibt es in Deutschland heute 17 Landesärztekammern. Seit 1990 ist das Prinzip der ärztlichen Selbstverwaltung in ganz Deutschland etabliert. Nachdem der Bundestag beschlossen hatte, den Regierungssitz von Bonn nach Berlin zu verlegen, stimmte der 103. Deutsche Ärztetag im Jahr 2000 ebenfalls für den Umzug nach Berlin. Seit Juni 2004 sitzt die Bundesärztekammer auf dem ehemaligen KPM-Gelände in Berlin-Tiergarten.

## Verfasstheit und Aufgaben
Als Vereinigung der 17 deutschen Ärztekammern (diese hingegen sind gesetzliche errichtete Körperschaften des öffentlichen Rechts) wirkt die Bundesärztekammer am gesundheitspolitischen Meinungsbildungsprozess der Gesellschaft mit. Die Bundesärztekammer unterstützt die Arbeit der Ärztekammern und nimmt dabei mittelbar auch gesetzliche Aufgaben wahr. Unmittelbare gesetzliche Aufgaben der Bundesärztekammer sind unter anderem Qualitätssicherung und die Transplantationsgesetzgebung.
Die Kammergesetze der Bundesländer verpflichten die Angehörigen der verkammerten Berufe zur Mitgliedschaft in ihren regionalen Apotheker-, Zahnärzte- oder Ärztekammern. Der einzelne Arzt gehört somit der Bundesärztekammer lediglich mittelbar über die Pflichtmitgliedschaft in seiner Ärztekammer an. Der einmal jährlich stattfindende Deutsche Ärztetag ist die Hauptversammlung der Bundesärztekammer.
Die Bundesärztekammer ist mit der Kassenärztlichen Bundesvereinigung Herausgeberin des Deutschen Ärzteblatts. Gemeinsam mit der Kassenärztlichen Bundesvereinigung unterhält die Bundesärztekammer das Ärztliche Zentrum für Qualität in der Medizin (ÄZQ).
Von 1959 bis 1973 amtierte Ernst Fromm als Präsident, 1973 bis 1977 Hans Joachim Sewering, bis 1999 Karsten Vilmar, bis 2011 Jörg-Dietrich Hoppe. Vom 2. Juni 2011 bis Mai 2019 war Frank Ulrich Montgomery Präsident der Bundesärztekammer. Am 30. Mai 2019 wurde Klaus Reinhardt zum neuen Vorsitzenden gewählt. Vizepräsidentinnen wurden Heidrun Gitter und Ellen Lundershausen. Reinhardts Vorgänger Montgomery wurde zum Ehrenpräsidenten ernannt.
Zu den Aufgaben der BÄK gehören unter anderem:
- Pflege des Zusammengehörigkeitsgefühls aller in Deutschland tätigen Ärzte und ihre Beratung und Unterrichtung bei für Ärzte wichtigen Vorgängen
- Herbeiführung einer möglichst einheitlichen Regelung der ärztlichen Berufspflichten und Grundsätze für die ärztliche Tätigkeit
- Wahrung der beruflichen Belange der Ärzteschaft in Angelegenheiten, die über den Zuständigkeitsbereich eines Landes hinausgehen
- Kontakte zur Bundesregierung und Bundesrat sowie zu den politischen Parteien
- Vermittlung der Position der Ärzteschaft zu gesundheitspolitischen und medizinischen Fragen
- Förderung der ärztlichen Fortbildung und Qualitätssicherung
- Herstellung von Beziehungen zur medizinischen Wissenschaft und zu ärztlichen Vereinigungen des Auslandes
- (Muster-)Berufsordnung: regelt ethische und berufsrechtliche Pflichten der Ärzte untereinander und gegenüber den Patienten. Darunter fällt z. B. die Schweigepflicht des Arztes (der Arzt hat über das, was ihm in seiner Eigenschaft als Arzt von seinem Patienten anvertraut oder über ihn bekannt geworden ist, zu schweigen)
- (Muster-)Weiterbildungsordnung: definiert Inhalt, Dauer und Ziele der Weiterbildung und der Facharztbezeichnungen

## Gremien und Einrichtungen
Um ihre Aufgaben wahrzunehmen, hat die Bundesärztekammer eine Reihe von Fachausschüssen und Ständigen Konferenzen gebildet, u. a.:
- Transplantationsmedizin
  - Prüfungskommission[18]
  - Überwachungskommission[19]
  - Ständige Kommission Organtransplantation[20]
  - Vertrauensstelle „Transplantationsmedizin“[21]
- Wissenschaftlicher Beirat:[22] Dieser setzt sich aus fast 40 Wissenschaftlern aus allen Fachbereichen der Medizin zusammen. Seine Aufgaben sind die Beratung bei medizinisch-wissenschaftlichen Fragen, die bei der Vorbereitung und Durchführung von Gesetzen im Bereich des Gesundheitswesens und der ärztlichen Berufsausübung auftreten; die Erarbeitung von Leit- bzw. Richtlinien zu diagnostischen und therapeutischen Verfahren und Methoden unter Berücksichtigung von ethischen Aspekten.[23] Im Transplantationsgesetz ist der Wissenschaftliche Beirat als normative Einrichtung genannt.
- Zentrale Ethikkommission (ZEKO) bei der Bundesärztekammer
- Ständige Konferenz der Geschäftsführungen und Vorsitzenden der Ethik-Kommissionen der Landesärztekammern[24]
- Ärztliches Zentrum für Qualität in der Medizin ÄZQ,  gemeinsame Einrichtung mit der Kassenärztlichen Bundesvereinigung (gegründet 1995, aufgelöst  zum 31. Dezember 2024)[25][26]

## Mitgliedschaften
1951 wurde der Verband unter dem damaligen Namen Arbeitsgemeinschaft der Westdeutschen Ärztekammern in den Weltärztebund aufgenommen.
Seit 2011 ist die Bundesärztekammer Mitglied bei der Europäischen Bewegung Deutschland (EBD).

## Auszeichnungen
Die wichtigsten Auszeichnungen der Bundesärztekammer sind die Paracelsus-Medaille, die Ernst-von Bergmann-Plakette und das Ehrenzeichen der deutschen Ärzteschaft.

## Forschungspreise
Die Bundesärztekammer schreibt zusammen mit dem Bundesministerium für Gesundheit, der Kassenärztlichen Bundesvereinigung und der Bundeszahnärztekammer den Herbert-Lewin-Preis aus. Er zeichnet Forschende aus, die sich mit der Aufarbeitung der Geschichte der Ärzteschaft in der Zeit des Nationalsozialismus beschäftigen. Der Preis ist mit insgesamt 12.500 Euro dotiert und wurde bislang fünfmal vergeben.